# Адмирал Трибуц
«Адмирал Трибуц» — большой противолодочный корабль проекта 1155 Тихоокеанского флота России.
Назван в честь адмирала Владимира Филипповича Трибуца.

## Строительство
Заложен на Судостроительном заводе имени А. А. Жданова в Ленинграде 19 апреля 1980 года, спущен на воду 26 марта 1983 года.

## Служба
Подъём Военно-морского флага на корабле выполнен 15 января 1986 года. Корабль введён в состав ВМФ СССР 15 февраля 1986 года.
В ноябре 1987 — мае 1988 и в феврале—октябре 1990 годов нёс боевую службу в Индийском океане и Персидском заливе, выполнял проводки гражданских судов через зону боевых действий.
18 — 23 ноября 1987 года посетил порт Аден (Южный Йемен), 16 — 21 мая 1990 года — Пинанг (Малайзия). В 1989 году экипаж корабля завоевал приз Главнокомандующего ВМФ СССР по ракетной подготовке. В 1993 году участвовал в международной оружейной выставке в Абу-Даби.
В 2001 году совершил визит в порт Сосебо (Япония). В 2004 году совершил визит в порт Ипгхоп (Республика Корея)
В 2005 году в составе отряда кораблей Тихоокеанского флота совершил дальний морской поход с деловым визитом в Вишакхапатнам (Индия), где 14 и 20 октября принял участие в совместном российско-индийском учении «Индра-2005», после чего посетил ряд портов: 28 октября — Танжиприок (Индонезия), 4 ноября — Черги (Сингапур), 15 ноября — Саттахип (Таиланд) и 27 ноября — Дананг (Вьетнам).
С 30 июля по 15 октября 2009 года в составе отряда кораблей Тихоокеанского флота (танкер «Борис Бутома», морской буксир МБ-99) участвовал в миссии ООН по борьбе с пиратством у берегов Сомали. За время патрулирования в Аденском заливе провёл 13 караванов, 101 судно из 26 стран мира. Дальний поход длился 141 сутки (с 29 июня по 16 ноября 2009 года). Деловые заходы в порты Виктория (Республика Сейшельские острова), Келанг (Малайзия). 16 ноября прибыл во Владивосток.
С 29 июня по 8 июля 2010 года принял участие в морской части оперативно-стратегических учений Восток-2010. В рамках первого эпизода с борта корабля в воздух был поднят вертолёт Ка-27ПЛ, который обнаружил подводную лодку «противника» и передал данные о ней на корабли противолодочного охранения корабельной ударной группы — тяжёлый атомный ракетный крейсер «Петр Великий» Северного флота, гвардейский ракетный крейсер «Москва» Черноморского флота и корабли охранения. В четвёртом эпизоде артиллерийским огнём прикрывал высадку морского десанта.
25 июля 2010 года корабль принял участие в параде кораблей на рейде Амурского залива во Владивостоке в рамках празднования Дня ВМФ.
27 июля 2010 года в заливе Петра Великого Японского моря совместно с большим противолодочным кораблём «Адмирал Пантелеев», эсминцем «Хиэй» и фрегатом «Дзинцу» морских сил самообороны Японии принял участие в российско-японских учениях по поиску и спасению корабля, терпящего бедствие в открытом море.
15 января 2012 года сформирован 7-й по счёту отряд в составе БПК, морского буксира МБ-37, танкера «Печенга», для несения службы по охране судов в Аденском заливе.
26 марта 2012 года завершена 3-х месячная служба отряда, проведено 5 конвоев. 11 апреля корабль зашёл в порт Хошимин, затем отправился в воды Жёлтого моря для проведения российско-китайских учений «Морское взаимодействие 2012»
24 апреля 2012 года — начало совместных учений с Китаем, с участием с российской стороны трёх БПК «Адмирал Трибуц», «Адмирал Виноградов», «Маршал Шапошников», в учениях разыграны условия по отражению воздушных атак, штурм вод, опасных от подводных лодок, осуществлены практические стрельбы из реактивных бомбомётных установок, нанесение ударов по морским целям, проведены поисково-спасательные действия по спасению захваченного судна
С 2012 года БПК «Адмирал Трибуц» находился на плановом ремонте на «Дальзаводе». Передача корабля флоту состоялась в июле 2016 года.
С октября по ноябрь 2016 года отряд кораблей Тихоокеанского флота в составе БПК «Адмирал Трибуц» ЭМ «Быстрый» и БМТ «Борис Бутома» нёс боевую службу в Тихом и Индийском океанах, после чего БПК «Адмирал Трибуц» и БМТ «Борис Бутома» с официальным визитом посетили порт Саттахип Королевства Таиланд. 6 декабря корабли покинули Таиланд. С 14 декабря 2016 года корабль принял участие в российско-индийских военно-морских учениях «Индра Нэви–2016».
6 января 2017 года БПК «Адмирал Трибуц» и танкер «Борис Бутома» зашли в порт Манилы для пополнения запасов продовольствия и отдыха.  В порт прибыл президент Филиппин Родриго Дутерте, который осмотрел корабль и поприветствовал «российских друзей».
С 1 апреля 2019 года совершает дальний морской поход с заходами в порты государств Азиатско-Тихоокеанского региона. Принял участие в российско-китайском военно-морском учении «Морское взаимодействие-2019».
В октябре 2021 года корабль в составе группы кораблей ТОФ ВМФ России принимал участие в совместном с ВМФ Китая патрулировании в Тихом океане.